# Уилсон, Джон Лейтон
Джон Лейтон Уилсон (англ. John Leighton Wilson) — американский миссионер в Африке.
Уилсон — выпускник Колумбийской духовной семинарии. Он и его жена Джейн Баярд Уилсон были первыми миссионерами в Западной Африке Американского совета уполномоченных по иностранным миссиям (англ. American Board of Commissioners for Foreign Missions).

## Биография
Лейтон Уилсон родился в Самтере, Южная Каролина, 25 марта 1809 года. Он окончил Юнион-колледж (англ. Union College), штат Нью-Йорк, в 1829 году и Колумбийскую духовную семинарию в 1833 году.

### Отправление в Либерию
Осенью 1833 года он отплыл в Западную Африку, чтобы определить для расположенного в Бостоне Американского совета уполномоченных по иностранным миссиям лучшее место для первой миссии Совета в Западной Африке. Мыс Пальмас в Либерии был выбран для работы среди народа Гребо. Вернувшись в США в 1834 году, он женился на Мэри Элизабет Баярд из Саванны, дочери богатой и аристократической семьи.

### Работа с гребо
Осенью того же года супруги отплыли к мысу Пальмас. В течение следующих семи лет они основали школы для гребо, разработали алфавит гребо, написали первый словарь и грамматику гребо и перевели на гребо не только части Библии, но также школьные учебники и гимны. Уилсоны освободили своих унаследованных рабов, обеспечили их транспортировку на мыс Пальмас и помогли им обосноваться в сообществе афроамериканских поселенцев на мысе.
Находясь на мысе Пальмас, Уилсон написал обширные отчеты о культуре гребо и бросил вызов стереотипам белых об африканцах. Он решительно выступал против международной работорговли, и его часто цитировали в аболиционистской газете Уильяма Ллойда Гаррисона «The Liberator».
Конфликт между афроамериканскими поселенцами и гребо привел Уилсонов к неохотному выводу, что афроамериканская колонизация в Либерии, как и белая колонизация в Южной Африке, была актом империализма. Они пожалели, что помогли своим освобожденным рабам прийти на мыс, думая, что Новая Англия была бы для них лучшим местом, чтобы начать новую жизнь на свободе. Уилсон начал сравнивать афроамериканских поселенцев с белыми в Джорджии, захватившими земли чероки.

### Работа с мпонгве
В 1842 году Уилсоны и их коллеги из Американского совета передали свою работу ближайшей епископальной миссии и переехали в Габон. Они пришли к выводу, что конфликт между поселенцами и гребо слишком мешает работе миссии. Несколько обращенных Гребо, завершивших образование в миссионерской школе, поехали с ними работать учителями в Габон. Новая миссия была основана в Бараке, недалеко от современного Либревиля, Габон, среди народа мпонгве. Школы были быстро открыты в различных городах и деревнях по всему устью Габона.
Вскоре был разработан алфавит языка мпонгве, и Лейтон Уилсон снова написал словарь и грамматику местного языка. Он перевел части Нового Завета на язык мпонгве. Когда французы начали оккупировать устье реки, Вильсоны и другие американские миссионеры поддержали мпонгве в их попытке противостоять французам. Однажды французский военный корабль обстрелял миссию в Бараке, пытаясь запугать миссионеров. Когда американские военные корабли прибыли в устье реки, французы извинились за бомбардировку, и серьезного международного инцидента удалось избежать.
Во время визита в США в 1848 году Лейтон Уилсон взял с собой скелет крупной обезьяны, которого белые никогда раньше не видели. Профессор Харведа назвал эту обезьяну «гориллой», и его описание способствовало росту научного расизма.

### Возвращение с США
Плохое здоровье вынудило Уилсонов вернуться в США в 1852 году. Вскоре после этого он был избран секретарем Пресвитерианского совета иностранных миссий (англ. Presbyterian Board of Foreign Missions), расположенного в Нью-Йорке. Они купили большой дом в городе и в течение следующих восьми лет приняли в нем множество миссионеров и недавних новообращенных из разных миссионерских сфер. В 1856 году издательство «Harper and Brothers» опубликовало книгу Уилссона «Western Africa». Книга, представляющая собой тщательное и ценное исследование культур и обществ Западной Африки, до сих пор служит первым источником информации для антропологов и историков Западной Африки. Вскоре Уилсон был назначен секретарем по иностранным миссиям недавно сформированной Южной пресвитерианской церкви (англ. Southern Presbyterian Church).
После гражданской войны он руководил растущим миссионерским движением южных пресвитериан.
Лейтон Уилсон умер в 1885 году в доме на плантации, где родился.

## Внешние ссылки
- Западная Африка: ее история, условия и перспективы
- Мемуары преподобного Джона Лейтона Уилсона, доктора медицинских наук